# Museo Mural Diego Rivera

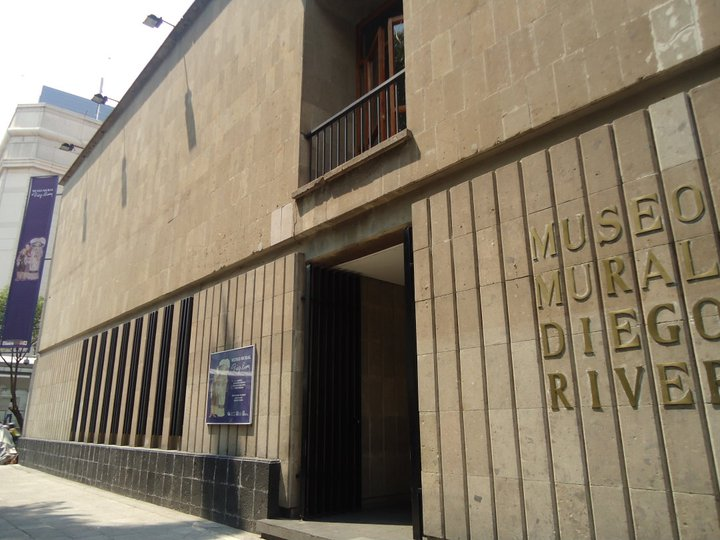
Entrada del museo

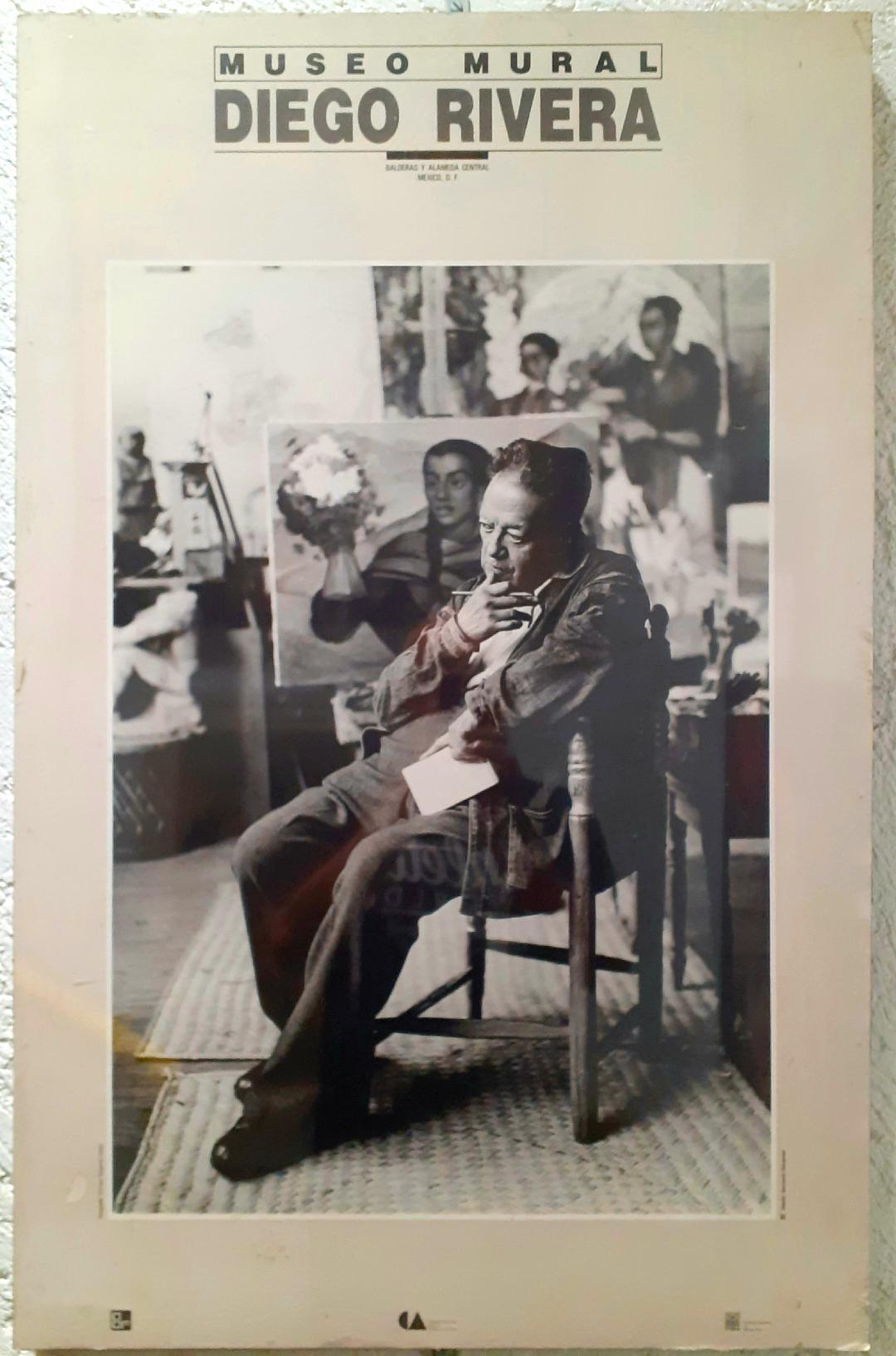
Cartel promocional del Museo Mural Diego Rivera, Ciudad de México.

El Museo Mural Diego Rivera se encuentra localizado en el Centro Histórico de la Ciudad de México, y en él se alberga el mural Sueño de una tarde dominical en la Alameda Central de Diego Rivera. El objetivo del museo consiste en preservar y difundir la obra de Rivera. Asimismo, realiza exposiciones temporales de otros artistas, ciclos de charlas, conciertos y diversas actividades.

## Historia del museo
El museo fue construido en 1986, con el objetivo de albergar el mural Sueño de una tarde dominical en la Alameda Central debido a que se encontraba en el Hotel del Prado que sufrió graves daños en los terremotos de 1985 que afectaron a la Ciudad de México.
Para transportar la obra desde el hotel se recortó la pared que sostenía al mural, posteriormente se usó una estructura de metal para soportar las 15 toneladas de peso y que hasta el momento se conserva. El edificio del museo y sus instalaciones, fueron construidos alrededor del mural, ya colocado en su sitio actual. El museo se inauguró el 19 de febrero de 1988.

### Administración
El museo lo administra el Instituto Nacional de Bellas Artes, instancia del gobierno federal mexicano.

## El mural
En 1946 el arquitecto Carlos Obregón Santacilia propuso a Diego Rivera la creación de un mural para el comedor Versalles del Hotel del Prado, el tema para el mural fue la Alameda Central debido a la cercanía que esta tiene con este importante parque.
El artista realizó un fresco de 4,70 x 15,6 m y fue concluido en 1947. En el mural aparecen más de 150 personajes algunos de ellos son protagonistas de la historia de México como el caso de Hernán Cortés, Benito Juárez, Maximiliano de México, Porfirio Díaz, Francisco I. Madero, entre otros. Además, aparecen personajes de la vida cotidiana mexicana de distintas clases sociales como vendedores de tortas y revolucionarios. También se puede apreciar a Frida Kahlo, otras esposas de Diego y algunas de sus hijas; por último al fondo del mural se aprecia la propia Alameda. 

## otras salas
El museo cuenta con otras dos salas que son constantemente renovadas en las que han tenido diferentes exposiciones dentro de las que caben exposiciones como:
- Dialética del paisaje urbano
- Los pioneros del muralismo. La vanguardia
- Diego Rivera. Re visiones de Norteamérica.
- Juegos, sueños y una tardeada en la Alameda.
- Los murales de Pablo O´Higgins o la invención del porvenir
- Rostros y retratos: expresiones en volumen
- Otros muralismos
- Perspectivas al muralismo

Entre muchas otras, en ellas exponen sobre todo temas relacionados con el arte, el muralismo y demás

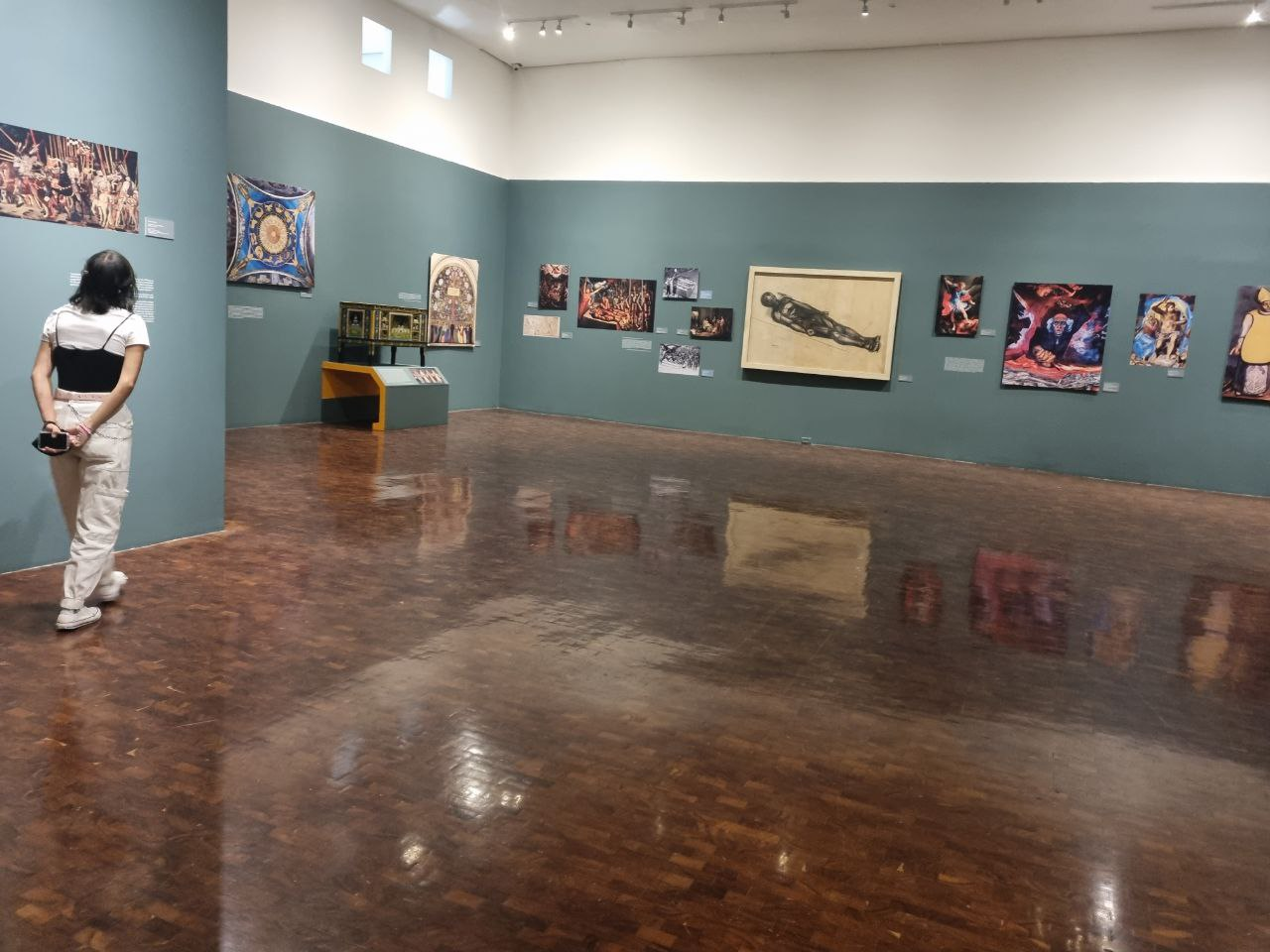
Foto panorámica de una sala en el museo durante la exposición "otros muralismos"